# Dactylolabis hudsonica
Dactylolabis hudsonica är en tvåvingeart som beskrevs av Alexander 1931. Dactylolabis hudsonica ingår i släktet Dactylolabis och familjen småharkrankar. Inga underarter finns listade i Catalogue of Life.